# Hoplandromyia buhri
Hoplandromyia buhri är en tvåvingeart som beskrevs av Erich Martin Hering 1940. Hoplandromyia buhri ingår i släktet Hoplandromyia och familjen borrflugor.
Artens utbredningsområde är Kamerun. Inga underarter finns listade i Catalogue of Life.